# SU-76
El SU-76 (en ruso: Samokhodnaya Ustanovka, lit. 'Cañón Autopropulsado')  fue un cañón autopropulsado ligero soviético equipado con un cañón de campaña M1942 (ZiS-3) de 76,2 mm. usado de forma masiva durante la Segunda Guerra Mundial. El cañón autopropulsado estaba construido sobre el chasis de tanques ligeros T-60 y T-70 y estaba destinado a brindar apoyo directo a la infantería, tenía depósito de combustible de reserva a prueba de balas y su armamento principal de 76,2 mm le permitía luchar contra los tanques ligeros y medianos enemigos, sin embargo, estaba en una clara desventaja contra tanques más pesados como el Tiger I y el Panther.

## Desarrollo
El diseño del SU-76 comenzó en noviembre de 1942, cuando el Comité de Defensa del Estado ordenó la construcción de cañones autopropulsados de apoyo de infantería armados con el cañón de campaña M1942 (ZiS-3) de 76,2 mm y el obús M-30 de 122 mm. Se eligió el chasis del T-70 para montar el cañón ZiS-3 y se alargó, agregando una rueda de rodadura por lado, para facilitar un mejor montaje del cañón. El vehículo no estaba completamente protegido por blindaje, el techo trasero y la parte superior trasera estaban expuestos.

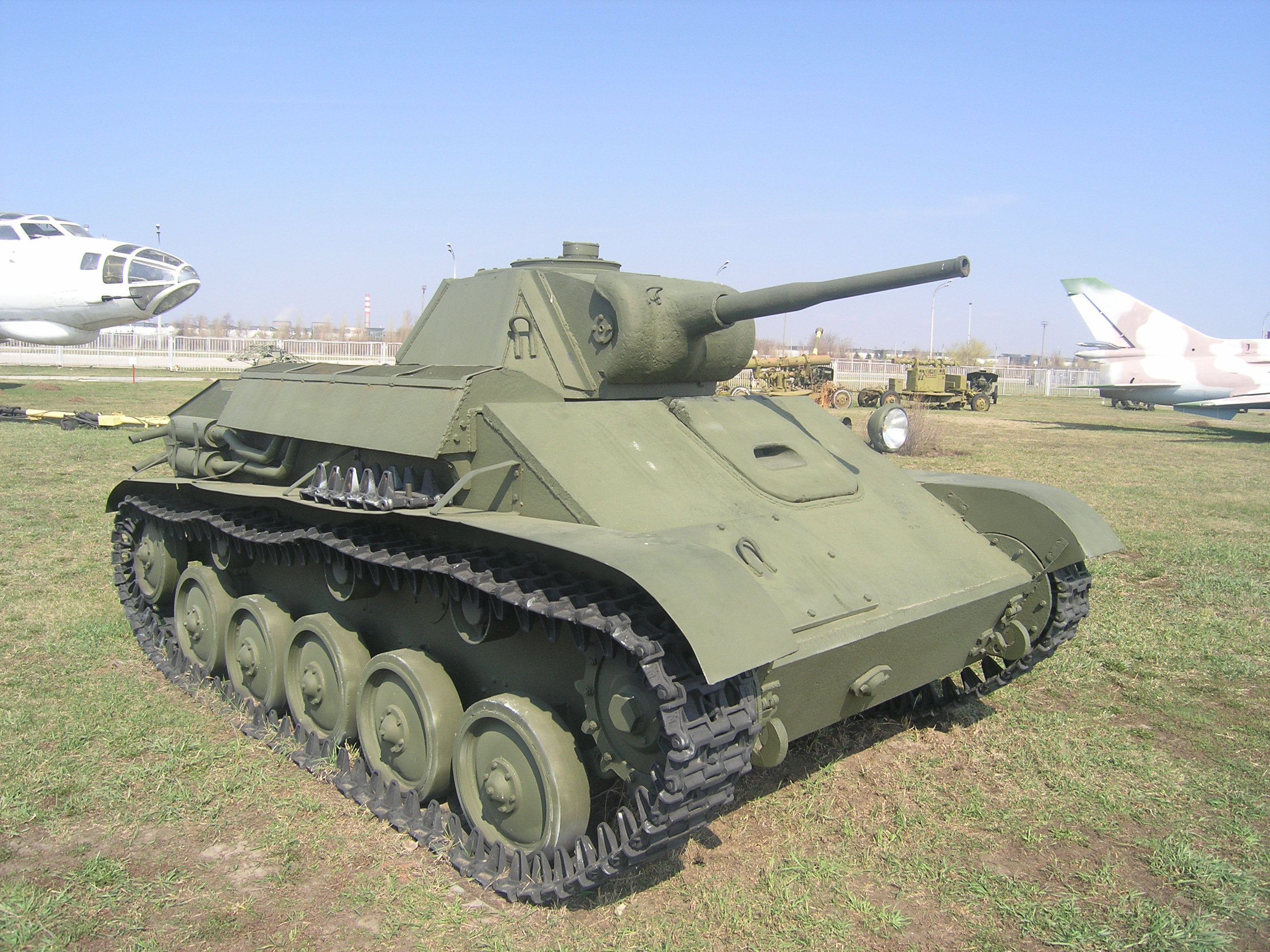
Un T-70 en el Museo técnico de Toliati.

El SU-76 fue desarrollado conjuntamente por las oficinas de diseño de la Planta de Maquinaria N.º 38 en la ciudad de Kírov en el verano de 1942; el diseñador Semión Aleksándrovich Ginzburg jugó un papel importante en la creación del cañón autopropulsado, supervisó directamente el trabajo desde sus inicios. Los primeros vehículos de combate de este tipo se produjeron a fines del otoño de 1942 y estaban equipados con una planta motriz notoriamente fallida de dos motores de gasolina GAZ-202 instalados en paralelo con una capacidad de 70 CV. Esta planta motriz era muy difícil de controlar y provocaba fuertes vibraciones torsionales de los elementos de transmisión, lo que muchas veces conducía a su rápida avería. Inicialmente, el SU-76 estaba completamente blindado, lo que provocó la incomodidad de la tripulación en el compartimiento de combate. 
Estas deficiencias se revelaron durante el primer uso en combate del SU-76 en el Frente del Vóljov, en los alrededores de Leningrado, por lo tanto, después de solo 608 vehículos fabricados, se suspendió la producción en serie del SU-76 y el diseño se envió para su revisión. Sin embargo, la gran necesidad del Ejército Rojo de artillería autopropulsada llevó a una decisión a medias: abandonar la planta motriz «paralela» y el diseño general del vehículo de acuerdo con el mismo esquema, pero fortalecer sus elementos para aumentar la vida útil. Esta modernización (ya sin el techo blindado del compartimiento de combate) se llamó SU-76M y entró en producción en el verano de 1943; una serie de cañones autopropulsados de esta versión fueron enviados al frente al comienzo de la Batalla de Kursk. Sin embargo, el resultado general fue decepcionante.

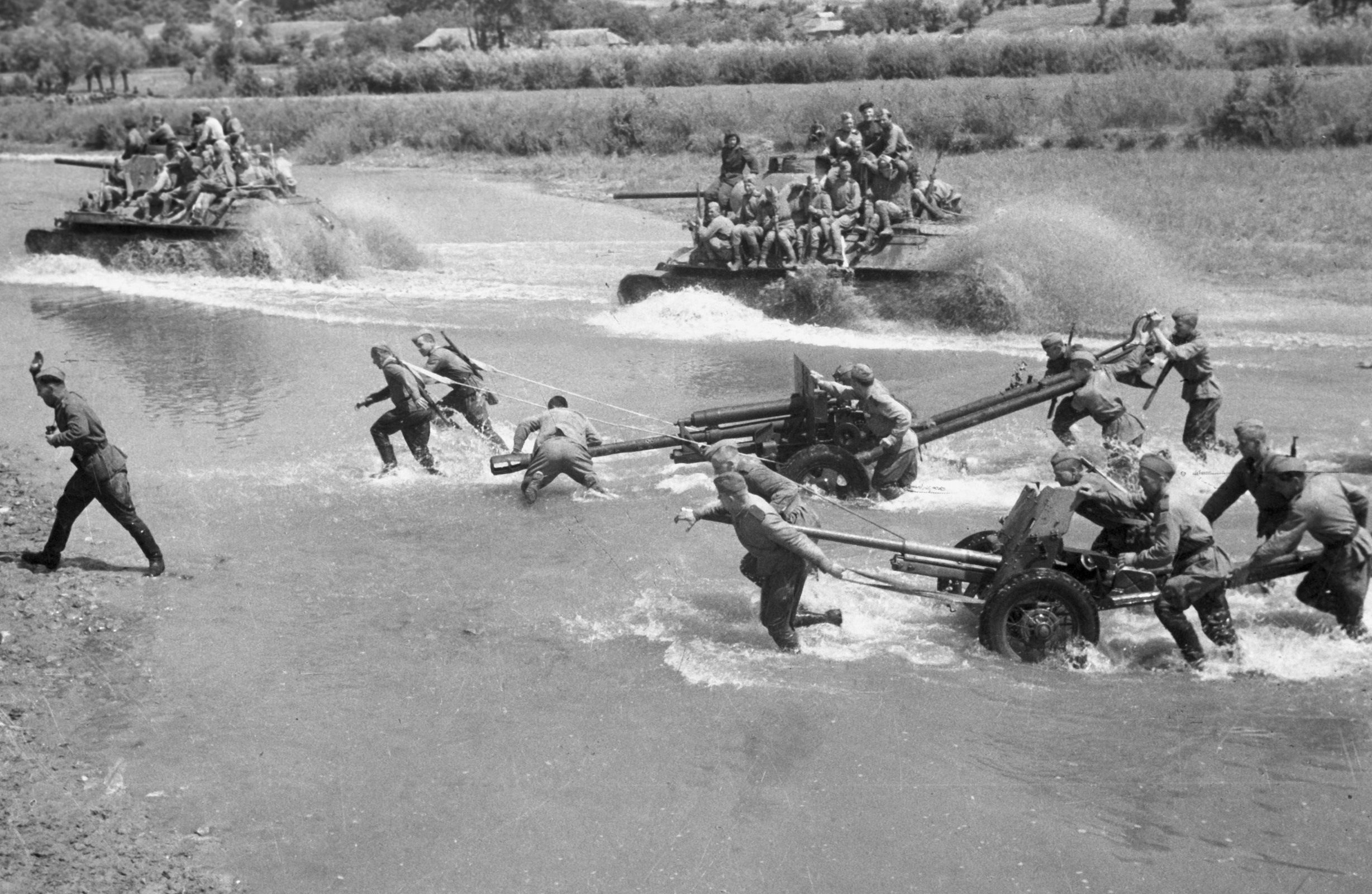
Artilleros del Primer Frente Ucraniano cruzan un río arrastrando varios cañones de campaña M1942 (ZiS-3) de 76,2 mm.

Sin embargo, la necesidad de un cañón autopropulsado ligero era tan aguda que Vyacheslav Malyshev, Comisario del Pueblo de la Industria de Tanques, anunció un concurso para desarrollar un nuevo vehículo. A ella asistieron los diseñadores de la Planta N.º 38 bajo el liderazgo del diseñador N. A. Popov y la Planta de Automóviles Gorki (GAZ) bajo el liderazgo del diseñador N. A. Astrov, el principal desarrollador de toda la línea doméstica de tanques ligeros y anfibios. Sus prototipos diferían en una serie de elementos estructurales, pero su principal innovación fue el uso de una instalación emparejada de dos motores GAZ-203 del tanque ligero T-70, en la que ambos motores se situaron en serie y trabajaban en un eje común. En consecuencia, el vehículo fue rediseñado para acomodar una gran planta motriz en longitud. Desde finales de 1943 (después de la retirada de la producción en serie de los tanques ligeros T-70 y T-80), ambas fábricas, así como la recién organizada Fábrica N.º 40 en Mytishchi, comenzaron la producción a gran escala de un cañón autopropulsado ligero con una planta motriz GAZ-203, que el Ejército Rojo designó como SU-76 (igual que la versión original, sin la “M”).
El SU-76 se convirtió en el segundo vehículo de combate blindado soviético más producido, después del T-34. Se produjeron un total de 13 684 SU-76M modernizados, de los cuales 9133 fueron construidos por GAZ. La producción en serie del SU-76M terminó en octubre de 1945, y unos años más tarde, fueron retirados del servicio por el ejército soviético, aunque algunos fueron retenidos como vehículos de entrenamiento para tripulaciones de T-34 hasta 1955.
En 1945, se construyó el primer cañón autopropulsado antiaéreo soviético ZSU-37 sobre la base del SU-76 de los últimos modelos. También se produjo en masa después de que se suspendiera el modelo base.

## Producción
| Modelo | Fabricante         | Fabricante         | enero | febrero | marzo | abril | mayo | junio | julio | agosto | septiembre | octubre | noviembre | diciembre | Total  |
| 1942   |                    |                    |       |         |       |       |      |       |       |        |            |         |           |           |        |
| ------ | ------------------ | ------------------ | ----- | ------- | ----- | ----- | ---- | ----- | ----- | ------ | ---------- | ------- | --------- | --------- | ------ |
| SU-76  | N.º 38 (Kirov)     | N.º 38 (Kirov)     |       |         |       |       |      |       |       |        |            |         |           | 25        | 25     |
| 1943   |                    |                    |       |         |       |       |      |       |       |        |            |         |           |           |        |
| SU-76  | N.º 38 (Kirov)     | N.º 38 (Kirov)     | 40    | 150     | 150   | 100   | 110  | 33    |       |        |            |         |           |           | 583    |
| SU-76M | N.º 38 (Kirov)     | N.º 38 (Kirov)     |       |         |       |       |      |       | 25    | 47     | 78         | 102     | 126       | 136       | 514    |
| SU-76M | N.º 40 (Mytishchi) | N.º 40 (Mytishchi) |       |         |       |       |      |       |       |        | 15         | 50      | 75        | 70        | 210    |
| SU-76M | GAZ (Gorki)        | GAZ (Gorki)        |       |         |       |       |      |       |       |        |            | 16      | 225       | 360       | 601    |
| 1944   |                    |                    |       |         |       |       |      |       |       |        |            |         |           |           |        |
| SU-76M | N.º 38 (Gorki)     | N.º 38 (Gorki)     | 141   | 141     | 153   | 176   | 175  | 141   |       |        |            |         |           |           | 1103   |
| SU-76M | N.º 40 (Mytishchi) | N.º 40 (Mytishchi) | 75    | 85      | 100   | 87    | 87   | 90    | 100   | 130    | 140        | 150     | 150       | 150       | 1344   |
| SU-76M | GAZ (Gorki)        | GAZ (Gorki)        | 316   | 341     | 385   | 365   | 365  | 370   | 385   | 430    | 450        | 425     | 425       | 451       | 4708   |
| 1945   |                    |                    |       |         |       |       |      |       |       |        |            |         |           |           |        |
| SU-76M | N.º 40 (Mytishchi) | N.º 40 (Mytishchi) | 140   | 140     | 150   | 150   | 160  | 160   | 160   | 160    | 120        | 40      |           |           | 1380   |
| SU-76M | GAZ (Gorki)        | GAZ (Gorki)        | 435   | 435     | 450   | 454   | 440  | 440   | 420   | 400    | 250        | 100     |           |           | 3824   |
| TOTAL  |                    |                    |       |         |       |       |      |       |       |        |            |         |           |           | 14 292 |

## Características
El SU-76 es un cañón autopropulsado semiabierto con un compartimento de combate montado en la parte trasera. El conductor, los tanques de combustible, el sistema de propulsión y la transmisión estaban ubicados frente al casco blindado del vehículo, el motor estaba ubicado a la derecha de la línea central del vehículo. Las municiones, las armas y los puestos del comandante del vehículo, el artillero y el cargador estaban situados en la casamata abierta superior y trasera.
El SU-76 estaba equipado con una planta motriz que constaba de dos motores de carburador GAZ-202 de 6 cilindros en línea y 4 tiempos, con una capacidad de 70 CV. Los SU-76 de última versión se suministraron con hasta 85 CV. El SU-76M tenía una suspensión de barra de torsión individual para cada una de las 6 ruedas de rodadura de diámetro pequeño en cada lado. Las ruedas propulsoras estaban ubicadas en la parte delantera y las ruedas tensoras eran idénticas a las ruedas de rodadura. El equipo de observación incluía la mira panorámica estándar del cañón ZIS-3; algunos de los vehículos estaban equipados con una radio 9-R (normalmente los vehículos de mando).
El SU-16 contaba con un blindaje frontal de 35 mm y un blindaje lateral de 15 mm, el blindaje contaba con una inclinación de 60 grados respecto a la vertical. Para defensa propia, la tripulación tenía subfusiles PPSh-41 o PPS-43 y varias granadas de mano F-1. En el lado izquierdo del compartimiento de combate, había una ametralladora DT de 7,62 mm en la estiba.

## Variantes

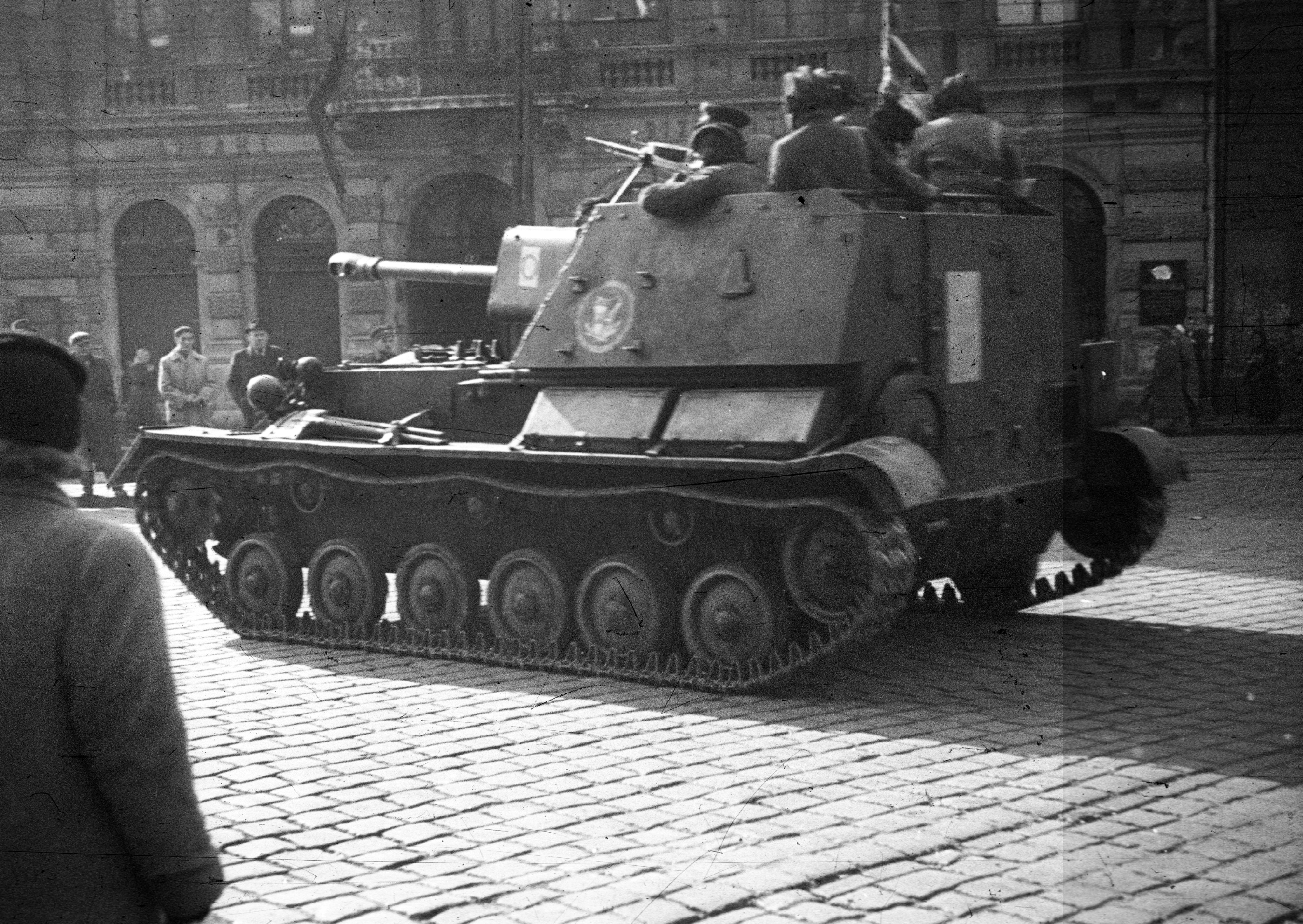
Cañón autopropulsado SU-76 en Budapest, durante la revolución húngara de 1956.

- OSU-76 - modelo experimental basado en el chasis del tanque ligero T-60;
- SU-76 - Basado en un chasis de tanque ligero T-70 alargado, con la disposición inferior de dos motores de los T-70 anteriores. Solo se produjeron unos 560, y estos se retiraron rápidamente del servicio de primera línea;
- SU-76M - con instalación paralela de motores con mayor vida útil y sin techo de compartimiento de combate blindado (modelo más producido);
- SU-76B - con un compartimento de tripulación blindado completamente cerrado y mayor blindaje. Solo se produjeron unos pocos ejemplares;
- ZSU-37 - cañón antiaéreo autopropulsado, basado en el SU-76.

El ZSU-37 (del rusoː«Zenitnaya Samokhodnaya Ustanovka»), era un vehículo autopropulsado antiaéreo soviético de finales de la Segunda Guerra Mundial equipado con un cañón automático antiarereo M1939 (61-K) de 37 mm instalado en una plataforma abierta transversal, protegida por grandes paneles blindados, de 6 mm de espesor, sobre el casco de un SU-76M. Se produjo solo desde marzo de 1945 hasta 1948 y se construyeron 75 vehículos en total,  se utilizó de forma muy limitada en la ofensiva del verano de 1945 en Manchuria.
El SU-76i no relacionado (la "i" que significa «Inostrannaya», o «Extranjero» en ruso), diseñado y desplegado por primera vez en 1943, se basó en los chasis de tanques alemanes Panzer III y StuG III capturados. Este vehículo parcialmente modificado estaba armado con un cañón de tanque S-1 de 76,2 mm (una variante más barata de los famosos cañones F-34 M1940 de 76,2 / ZiS-5 que ya estaban montados en los tanques T-34 y KV-1 respectivamente) en una superestructura de casamata. pero conservó el motor de gasolina alemán Maybach original y su sistema de suspensión de barra de torsión. Alrededor de 1200 de estos ex vehículos alemanes se enviaron para su conversión en SU-76is en la Fábrica n.º 37 para complementar los SU-76 existentes. Fueron suministrados a unidades de cañones autopropulsados y de tanques a partir del otoño de 1943. Finalmente fueron retirados del frente a principios de 1944 y luego utilizados para entrenamiento y pruebas hasta finales de 1945. Solo dos han sobrevivido a la guerra, la mayoría fueron desechados después de 1945.

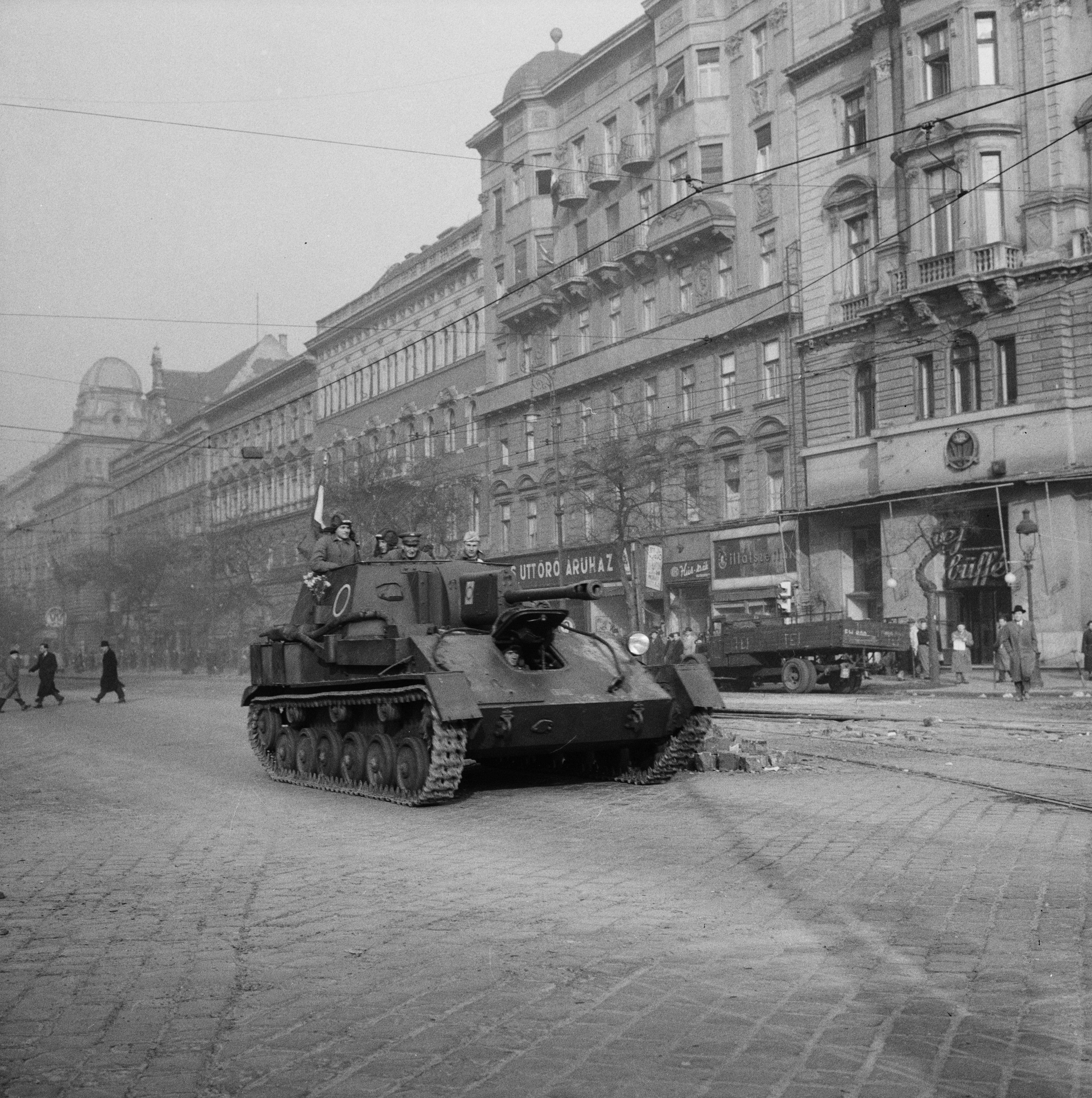
SU-76 en las calles de Budapest.

El SU-76P (1941), también no relacionado, se basó en el chasis del tanque ligero T-26. Fue construido en Leningrado durante el sitio de Leningrado e implicó quitar la torreta del T-26 y montar un cañón de regimiento M1927 de 76 mm sobre la cubierta del motor. Esto se creó debido a la falta de munición de alto poder explosivo de 45 mm dentro de Leningrado debido al asedio, por lo que algunos tanques T-26 se rearmaron con cañones de 37 mm o 76 mm para los que se disponía de una fuente confiable de municiones. Sirvieron hasta 1944, cuando se rompió el asedio. Originalmente se llamaron SU-76, hasta que entró en servicio el SU-76, por lo que pasó a llamarse SU-76P ("polkovaya" - regimiento).

## Historial de combate
Su construcción es similar a los cazacarros alemanes de la serie Marder que utilizaban un cañón antitanque montado en el chasis de diferentes vehículos capturados o en modelos obsoletos de tanques ligeros alemanes, principalmente el Panzer II. 
El SU-76 estaba destinado al apoyo de fuego de infantería como un cañón de asalto ligero y un cañón autopropulsado antitanque. En esta capacidad, reemplazó a los tanques ligeros para el apoyo de infantería cercano, entró en servicio con regimientos ligeros de artillería autopropulsada. Sin embargo, su evaluación en combate fue muy controvertida. A los soldados de infantería les gustó bastante el SU-76, ya que su potencia de fuego era mayor que la del tanque ligero T-70, el cañón ZIS-3 tenía una gran variedad de municiones y estaba bien dominado por las tropas, la casamata semiabierta permitía a la tripulación interactuar de cerca con la infantería en batallas urbanas.
Los puntos débiles del SU-76 eran: los depósitos de combustible blindados, el riesgo de incendio que suponía un motor de gasolina y una casamata abierta, que no protegía contra armas antitanques, granadas de mano, disparos de mortero y disparos de armas ligeras. Las tripulaciones del SU-76 llamaron a este vehículo «Suchka» (perra), porque cuando era alcanzado por un proyectil, el conductor, situado al lado del tanque de gasolina, normalmente resultaba quemado vivo. Aunque, por otro lado, la propia casamata abierta era conveniente para la tripulación en el trabajo, eliminaba el problema de la contaminación por gases en el compartimiento de combate durante el disparo, facilitaba la visibilidad en todas direcciones y permitía a la tripulación utilizar granadas y armas pequeñas en combate cuerpo a cuerpo en cualquier momento, asimismo también contribuía a agilizar el escape en caso de que el vehículo resultara inutilizado. El SU-76 tenía muchos aspectos positivos: facilidad de mantenimiento, fiabilidad y bajo nivel de ruido. La alta maniobrabilidad y el bajo peso le permitieron moverse por terrenos boscosos y pantanosos apoyando a la infantería, algo muy importante, en el frente oriental, donde la red de carreteras era muy limitada.
Los aspectos negativos del uso de combate del SU-76 a menudo se derivaban del hecho de que entre el estado mayor del Ejército Rojo no siempre se tenía en cuenta que este cañón autopropulsado era un vehículo blindado ligero, y equiparándolo tácticamente con un tanque o un cañón autopropulsado basado en el T-34 o en el KV-1 causó injustificadamente pérdidas.

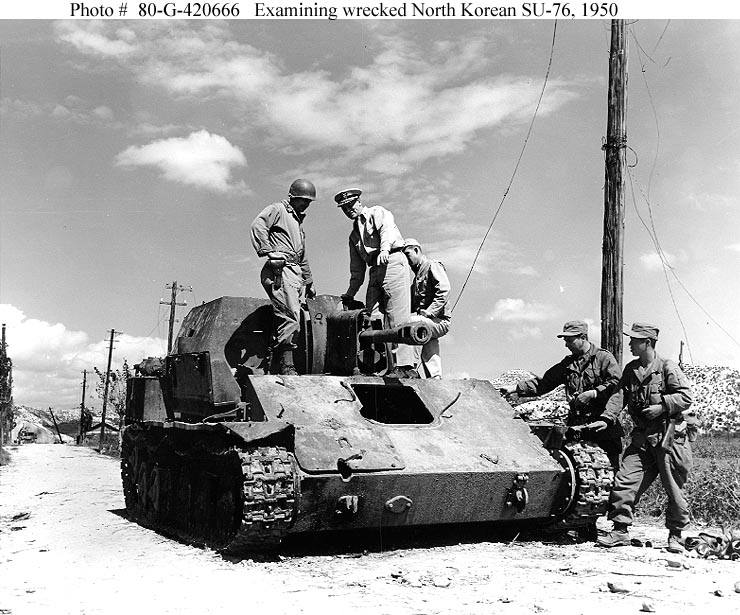
Un SU-76 norcoreano de fabricación soviética es examinado por soldados estadounidense, durante los primeros combates en la Guerra de Corea.

El SU-76M era efectivo contra cualquier tanque alemán medio o ligero. También podría destruir al tanque Panther con un disparo en el lateral del casco, pero el cañón ZiS-3 no era efectivo contra los tanques Tiger I. Los manuales soviéticos para las tripulaciones del SU-76M generalmente indicaban al artillero que apuntara a las orugas, al cañón o bien disparar a quemarropa contra el costado, cuando se enfrentara a los Tiger I. Para mejorar las capacidades antiblindaje del SU-76M, se introdujeron proyectiles de carga hueca y rígidos compuestos perforantes (APCR). Esto le dio al SU-76M una mejor oportunidad contra vehículos alemanes fuertemente blindados. Un perfil bajo, una firma de ruido baja y una buena movilidad fueron otras ventajas del SU-76M. Esto era ideal para organizar emboscadas y ataques repentinos por el flanco o por la retaguardia en combate a corta distancia, donde el cañón ZiS-3 era suficiente contra la mayoría de los vehículos blindados de combate alemanes.
Los SU-76 a veces se utilizaba como artillería convencional (como el Wespe alemán), gracias a que el ángulo de elevación de su arma era el máximo entre todos los cañones autopropulsados soviéticos de serie, pudiendo obtener el alcance máximo del cañón ZIS-3 instalado a bordo, es decir, 13 km.
Sin embargo, tal uso estaba fuertemente limitado por el hecho de que, en primer lugar, las andanadas de proyectiles de 76 mm a largas distancias apenas se notan, lo que complica o hace que sea imposible ajustar el fuego, y en segundo lugar, esto requiere un comandante competente de un arma/batería, que durante la guerra no había los suficientes; estos especialistas se utilizaron principalmente donde podían tener un mayor efecto, es decir, en baterías de artillería de divisiones y superiores. 
En la etapa final de la guerra, a algunos SU-76 se les quitaron por completo las armas principales y el vehículo se usó como vehículo de transporte de municiones y como vehículo de recuperación en el campo de batalla. Algunos incluso se convirtieron en tractores de artillería, transportes blindados de personal, vehículos para los observadores de artillería avanzada o para evacuar heridos.
Debido a la gran cantidad de vehículos producidos, muchos SU-76M han sobrevivido a los años de la posguerra, y la mayoría de los museos militares rusos más grandes tienen ejemplares de SU-76M en sus exposiciones. También se pueden encontrar en los monumentos o memoriales de la guerra germano-soviética en diferentes ciudades rusas, bielorrusas y ucranianas.

## Usuarios
- Unión Soviética: 13 684 vehículos de todos los modelos.[7]
- Alemania nazi: Los vehículos capturados fueron designados Jagdpanzer SU-76(r).
- República Popular de Polonia: 130 vehículos fueron transferidos al ejército polaco durante la Segunda Guerra Mundial.[8]

Operadores en la posguerra
- República Popular Socialista de Albaniaː permaneció oficialmente en servicio hasta, al menos, 1994
- Alemania Oriental: 260 unidades.[9]
- República Socialista Checoslovaca
- República Popular China[7]
- Corea del Norte: 132 entraron en servicio con el Ejército Popular de Corea, se utilizaron en la Guerra de Corea.[9]
- República de Cuba
- República Popular de Hungría: 147 unidades.
- Vietnam del Norte: 30 unidades.[10] Fue ampliamente utilizado durante la Guerra de Vietnam.[11]
- Yugoslavia: 52 unidades compradas a la URSS en 1947.[12]

## Galería de fotos

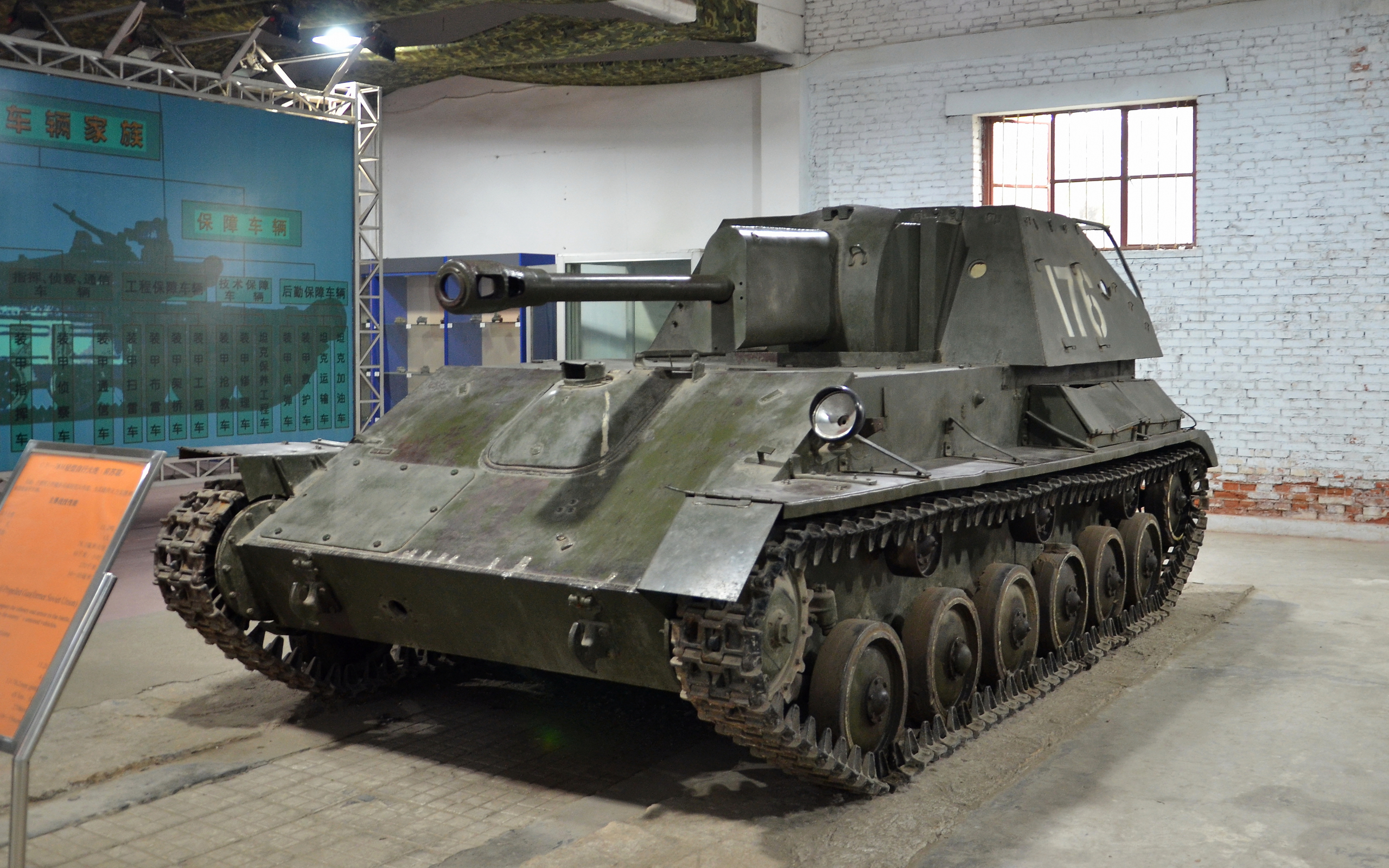
SU-76 en un museo chino.
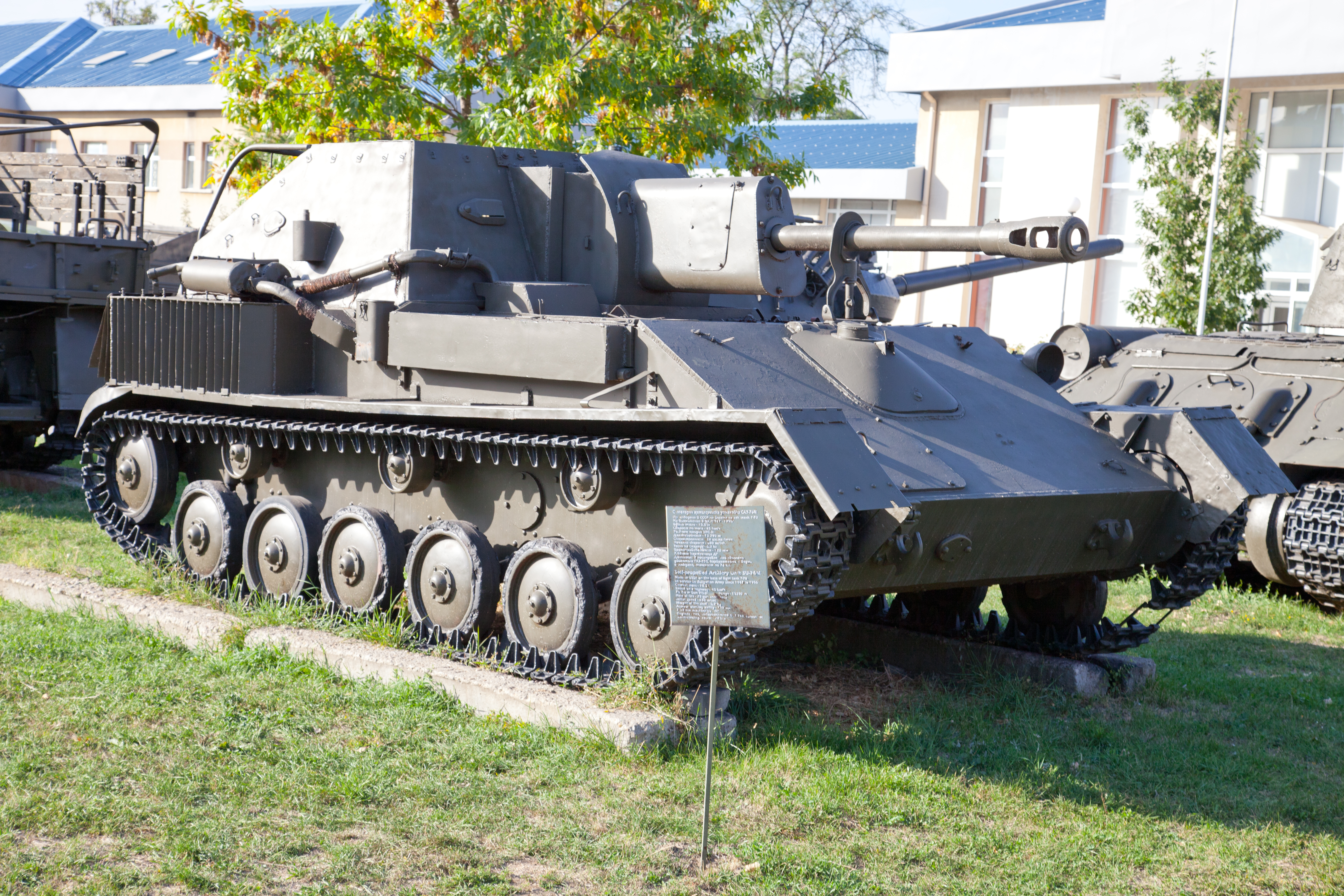
Vista lateral del SU-76 del Museo de Historia Militar de Sofía, Bulgaria.
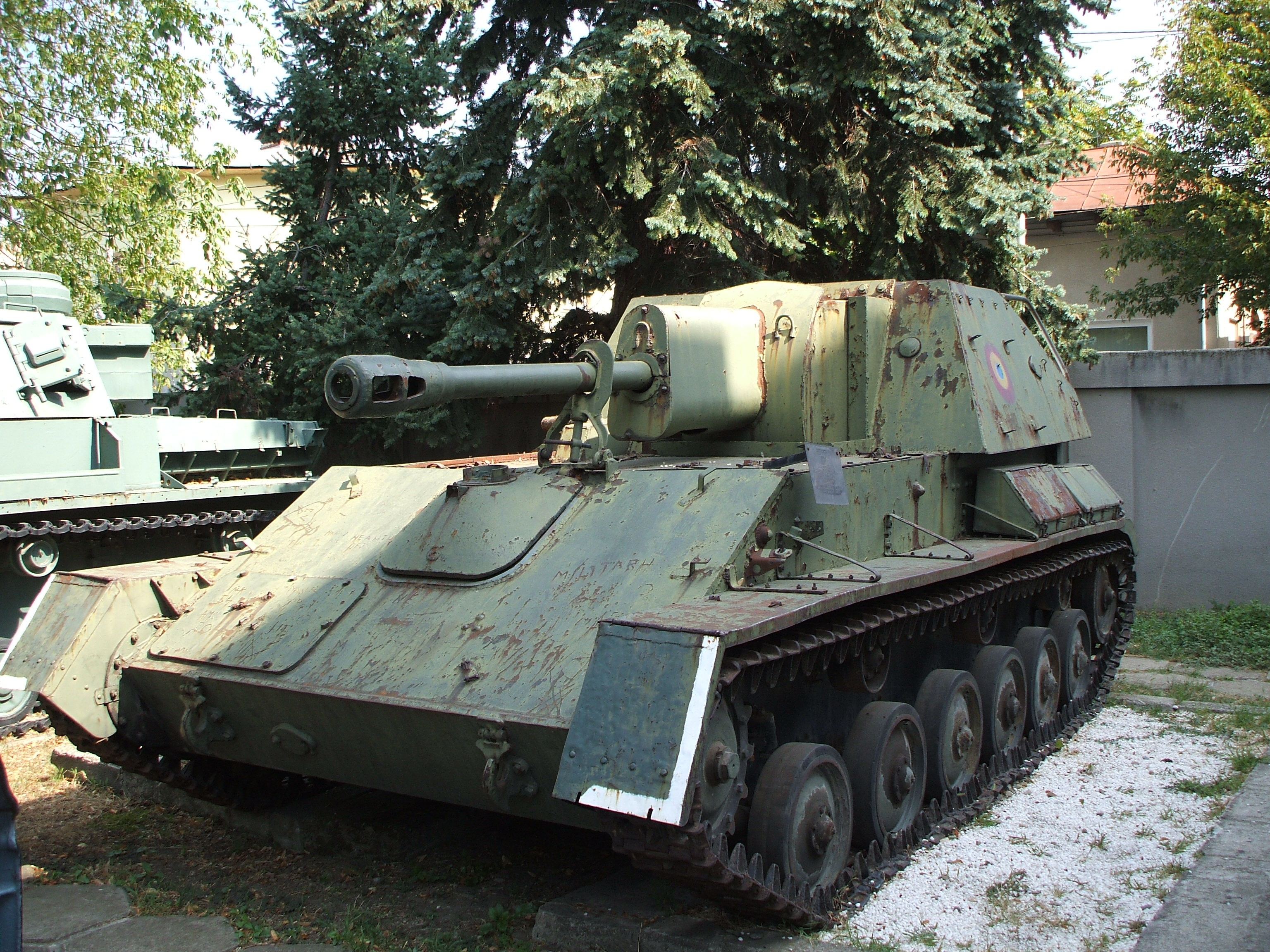
SU-76 en el Museo de Historia Militar de Bucarest, Rumania
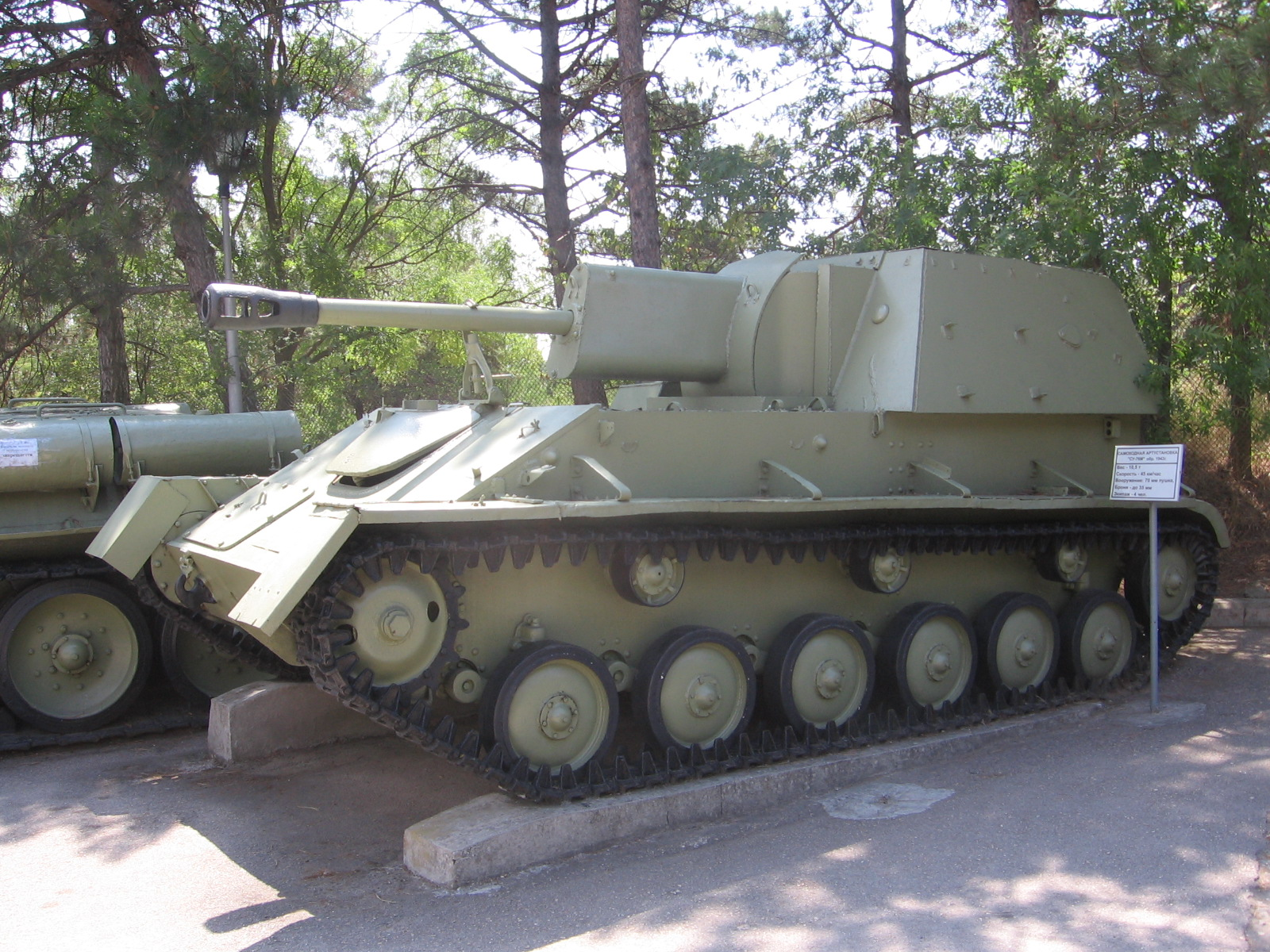
SU-76M en el Museo de Defensa Heroica y Liberación de Sebastopol en el Monte Sapun, Sebastopol.